# Język rwanda
Język rwanda – język z rodziny bantu, używany w Rwandzie (jako język urzędowy), Burundi, Tanzanii i Ugandzie, uznawany często za dialekt języka ruanda-rundi (kinyarwanda). W 1980 roku liczba mówiących wynosiła około 6 milionów.  Według szacunków rządu Rwandy z roku 2016 językiem kinyarwanda posługuje się 25 mln mieszkańców Rwandy, Burundi, Ugandy, Tanzanii i wschodnich terenów Demokratycznej Republiki Konga.